# Poecilmitis bamptoni
Poecilmitis bamptoni är en fjärilsart som beskrevs av Dickson 1976. Poecilmitis bamptoni ingår i släktet Poecilmitis och familjen juvelvingar. Inga underarter finns listade i Catalogue of Life.